# سایا کاواموتو
سایا کاواموتو (انگلیسی: Saya Kawamoto؛ زادهٔ ۳۱ اوت ۱۹۹۸) شخصیت‌های تلویزیونی در ژاپن، بازیگر اهل ژاپن است. وی از سال ۲۰۱۳ میلادی تاکنون مشغول فعالیت بوده‌است.